# Marsdenia pumila
Marsdenia pumila är en oleanderväxtart som beskrevs av P.I. Forster. Marsdenia pumila ingår i släktet Marsdenia och familjen oleanderväxter. Inga underarter finns listade i Catalogue of Life.